# Cristina Campo
Cristina Campo é o pseudônimo de Vittoria Guerrini (Bolonha, 29 de Abril de 1923 – Roma, 11 de Janeiro de 1977). Foi uma escritora, poetisa e tradutora italiana.
No seu heterónimo, Cristina Campo pretendeu, com o primeiro nome, homenagear Cristo, e com o segundo as vítimas dos Campos de Concentração.

## Obras

### Ensaios
- Fiaba e mistero e altre note, Vallecchi, Firenze 1962
- Il flauto e il tappeto, Rusconi, Milano, 1971[13]

### Poesia
- O passo do adeus - no original Passo d'addio, Milano: Scheiwiller, 1956
- Diario bizantino e altre poesie, in "Conoscenza religiosa", 1977, I, pp. 92–102